# Граф Холланд
Граф Холланд (англ. Earl of Holland) — угасший дворянский титул в системе пэрства Англии. Он был создан 15 сентября 1624 года для Генри Рича, 1-го барона Кенсингтона (1590—1649).

## История
Генри Рич был младшим сыном Роберта Рича, 1-го графа Уорика (1559—1619), и леди Пенелопы Деверё (1563—1607). 8 марта 1623 года для Генри Рича был создан титул барона Кенсингтона в системе пэрства Англии. Он женился на Изабель Коуп (ум. 1655), дочери и единственной наследнице сэра Уолтера Коупа (ок. 1553—1614), из замка Коуп в Кенсингтоне (графство Мидлсекс). Генри Рич заседал в Палате общин Англии от Лестера (1610—1621), занимал посты капитана йоменской гвардии (1617—1632), шталмейстера (1628), лорда-лейтенанта Беркшира и Мидлсекса (1628—1643).
Его старший сын, Роберт Рич, 2-й граф Холланд (ок. 1620—1675), в 1673 году после смерти своего двоюродного брата, Чарльза Рича, 4-го графа Уорика, унаследовал титул 5-го графа Уорика. Ему наследовал его сын от второго брака, Эдвард Рич, 6-й граф Уорик и 3-й граф Холланд (1673—1701). Его сменил его единственный сын, Эдвард Генри Рич, 7-й граф Уорик и 4-й граф Холланд (1697—1721). Его сменил его кузен, Эдвард Генри Рич, 8-й граф Уорик и 5-й граф Холланд (1695—1759), сын Коупа Рича и правнук Генри Рича, 1-го графа Холланда. В 1759 году после смерти восьмого графа Уорика и пятого графа Холланда графский титул угас.
Леди Мэри Рич (ум. 1666), дочь Генри Рича, 1-го графа Холланда, вышла замуж за сэра Джона Кэмпбелла, 5-го баронета из Гленорхи (1635—1717), который в 1681 году получил титул графа Бредалбейна и Холланда (пэрство Шотландии). Кроме того, леди Элизабет Рич (ум. 1725), единственная дочь и наследница 5-го графа Уорика и 2-го графа Холланда, вышла замуж за политика Фрэнсиса Эдвардса (ум. 1725). Их сын Уильям Эдвардс (1711—1801), унаследовал богатые поместья и в 1776 году получил титул барона Кенсингтона в системе пэрства Ирландии.
Название «Холланд» исторически относится к графству Линкольншир и известно как «Южный Холланд», а не провинция в Нидерландах.

## Графы Холланд (1624)

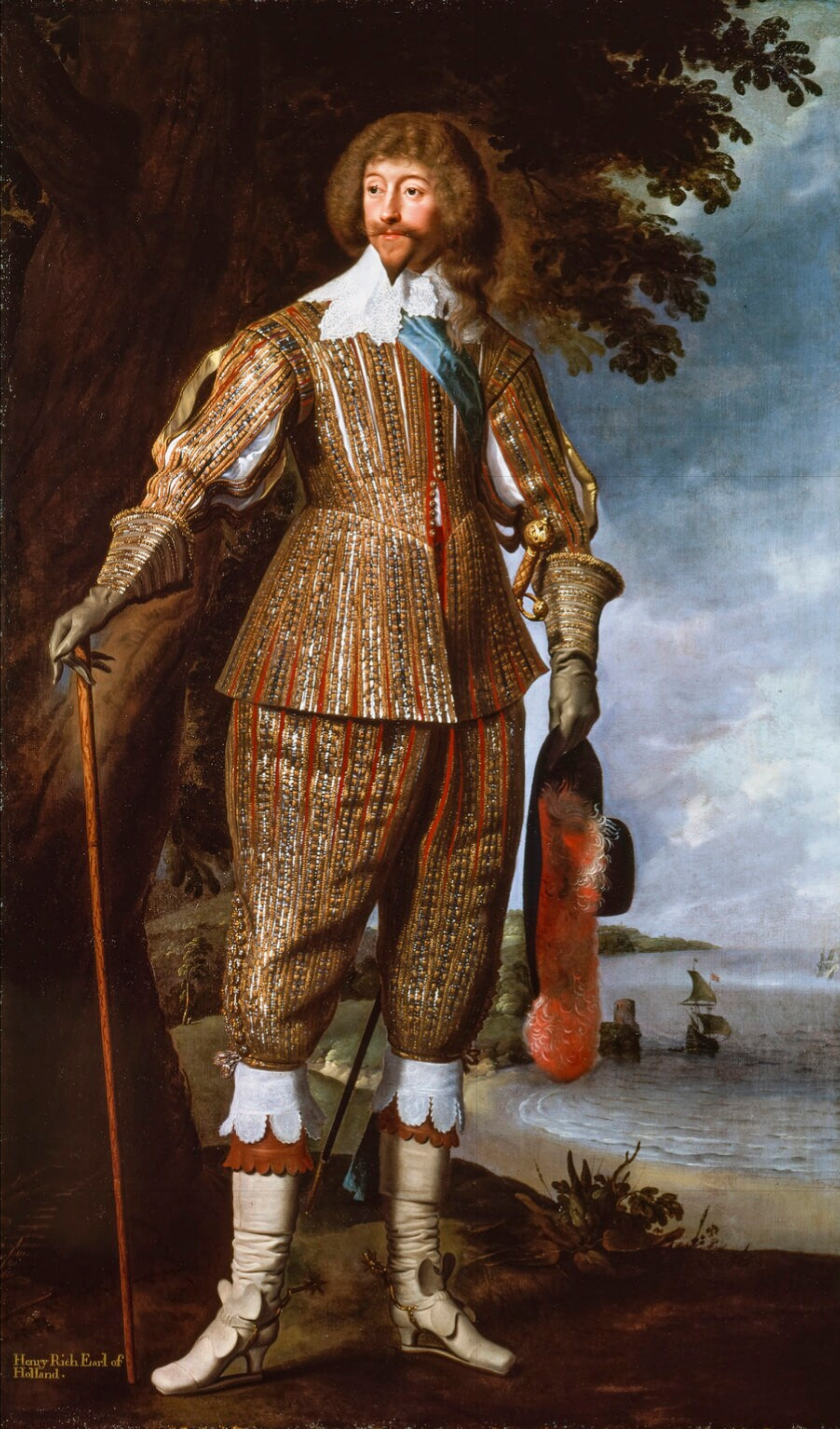
Генри Рич, 1-й граф Холланд (1590—1649)

- Генри Рич, 1-й граф Холланд (19 августа 1590 — 9 марта 1649), второй сын Роберта Рича, 1-го графа Уорика (1559—1619) от первого брака с Пенелопой Девере (1563—1607)
- Роберт Рич, 2-й граф Холланд, 5-й граф Уорик (ок. 1620 — 16 апреля 1675), старший сын предыдущего и Изабель Коуп
  - Генри Рич, лорд Кенсингтон (20 августа 1642 — апрель 1659), старший сын предыдущего от первого брака с Элизабет Ингрэм (1623—1661)
- Эдвард Рич, 3-й граф Холланд, 6-й граф Уорик (1673 — 31 июля 1701), единственный сын Роберта Рича, 2-го графа Холланда, от второго брака с леди Энн Монтегю (ум. 1689)
- Эдвард Генри Рич, 4-й граф Холланд, 7-й граф Уорик (январь 1697 — 16 августа 1721), единственный сын предыдущего и Шарлотты Мидделтон, дочери сэра Томаса Мидделтона, 2-го баронета
- Эдвард Рич, 5-й граф Холланд, 8-й граф Уорик (1695 — 7 сентября 1759), сын Коупа Рича, внук Коупа Рича и правнук Генри Рича, 1-го графа Холланда.